# ムアーウィヤ2世
ムアーウィヤ2世（664年 - 683年）は、ウマイヤ朝の第3代カリフ（在位：683年）。